# Cory Doctorow
Cory Doctorow (Toronto, 17 juli 1971) is een Canadese sciencefictionschrijver, journalist en blogger.
Doctorow won in 2000 de Campbell Award voor beste nieuwe schrijver. In 2003 verdiende hij de Locus Award voor beste eerste roman met Down and Out in the Magic Kingdom. Voor korter werk kreeg hij nog drie Locus Awards: voor de novelettes I, Robot in 2006 en When Sysadmins Ruled the Earth in 2007 en voor de novelle After the Siege in 2008. Little Brother bezorgde hem de Campbell Memorial Award voor beste SF roman in 2009.
Tot 2006 woonde hij in Londen, waar hij werkte als European Affairs Coordinator voor de Electronic Frontier Foundation (EFF). Dit is een non-profitorganisatie die zich inzet voor vrijheid van meningsuiting in de context van het digitale tijdperk. In 2005 was hij mede-oprichter van de Open Rights Group in Engeland die zich, net als de EFF, inzet voor liberalisering van het auteursrecht, tegen digital rights management en voor privacy. Zijn boeken publiceert hij met een Creative Commons (CC) licentie. Doctorow is mede-auteur van de blog Boing Boing. Het tijdschrift Forbes classificeerde hem als een van de invloedrijkste personen van het web.
In zijn boek The Internet Con beschrijft hij hoe de grote Big Tech-platformen hun gebruikers manipuleren in een vendor lock-in.
Doctorow bekritiseerde in 2022 het afnemend nut van online-platformen en sociale media zoals Amazon, Facebook, Google Zoeken, Twitter, Bandcamp, Reddit, Uber en Unity. Later noemde hij het concept “platformverval” (Engels platform decay, beter bekend onder de schuttingterm enshittification), de degradatie van een online omgeving veroorzaakt door hebzucht:
Zo sterven online-platformen af: eerst zijn ze goed voor hun gebruikers. Dan misbruiken ze hun gebruikers om dingen beter te maken voor hun zakelijke klanten. En ten slotte misbruiken ze ook die zakelijke klanten om alle meerwaarde voor zichzelf binnen te halen. Dat is het einde. 
Sinds 2006 woont Doctorow in Los Angeles en werkt als gastprofessor aan de University of Southern California.